# 宮脇孝雄
宮脇 孝雄（みやわき たかお、1954年2月14日 - ）は、日本の翻訳家・随筆家・文芸評論家。
ユニカレッジ講師、専修大学非常勤講師。日本文芸家協会、日本推理作家協会会員。

## 略歴
高知県土佐市生まれ。高知学芸高等学校卒業。
在学中にSF研究会に参加、1年先輩のメンバーに森下一仁がいた。
早稲田大学政治経済学部中退。早大在学中は、ワセダミステリクラブに参加し、翻訳活動を始める。料理に関する随筆も多い。

## 著書
- 『書斎の旅人 - イギリス・ミステリ歴史散歩』（早川書房） 1991
- 『書斎の料理人 - 翻訳家はキッチンで…』（世界文化社） 1991、のち改題『煮たり焼いたり炒めたり - 真夜中のキッチンで』（早川文庫） 1998
- 『翻訳家の書斎 - <想像力>が働く仕事場』（研究社） 1997
- 『ペーパーバック探訪 - 英米文化のエッセンス 』（アルク） 1998
- 『翻訳の基本 - 原文どおりに日本語に』（研究社） 2000
- 『続・翻訳の基本 - 素直な訳文の作り方』（研究社） 2010
- 『英和翻訳基本辞典 The English-Japanese Basic Translation Dictionary』（研究社） 2012
- 『翻訳地獄へようこそ』（アルク） 2018  ISBN 978-4757430747
- 『洋書天国へようこそ 深読みモダンクラシックス』（アルク） 2019  ISBN 978-4757433533
- 『洋書ラビリンスへようこそ : 巨匠の珠玉の作品も未来の古典も!』（アルク） 2020  ISBN 978-4757436589

## 訳書
- 『血と金 ある富豪の愛と執念』（トーマス・トンプスン、小鷹信光共訳、パシフィカ） 1977
- 『殺人つきパック旅行』（ジョイス・ポーター、早川書房） 1978
- 『悪党パーカー 殺戮の月』（リチャード・スターク、早川書房） 1979
- 『タンタロスの輪 コンコラッド消耗部隊』（リチャード・エイヴァリー、東京創元社、創元推理文庫） 1980
- 『アルゴスの有毒世界 コンラッド消耗部隊』（リチャード・エイヴァリー、東京創元社、創元推理文庫） 1981
- 『サイモンと魔女』（M・S・バリー、TBSブリタニカ） 1981
- 『帰ってきた魔女』（M・S・バリー、TBSブリタニカ） 1981
- 『もし星が神ならば』（グレゴリー・ベンフォード, ゴードン・エクランド、早川書房） 1981、のち文庫
- 『聖堂都市サーク』（テリー・カー、早川書房、ハヤカワ文庫） 1984
- 『小さな警官』（ジェイムズ・マクルーア、早川書房） 1984
- 『ハード・トレード』（アーサー・ライアンズ、河出書房新社）1985　のち文庫
- 『目撃者 刑事ジョン・ブック』（W・ケリー, E・W・ウォーレス、角川書店、角川文庫） 1985
- 『ヤング・シャーロック ピラミッドの謎』（アラン・アーノルド、新潮社、新潮文庫） 1986
- 『エディスト物語』（パジェット・パウエル、早川書房） 1986
- 『地に戻る者 - イギリス田園殺人事件』（ジョン・コーンウェル、早川書房） 1988
- 『名門ホテル乗っ取り工作』（ブライアン・フリーマントル、新潮社、新潮文庫） 1989
- 『そして殺人の幕が上がる』（ジェーン・デンティンガー、東京創元社、創元推理文庫） 1991
- 『ノックス師に捧げる10の犯罪』（ヨゼフ・シュクヴォレツキー、宮脇裕子共訳、早川書房） 1991
- 『ストレンジャーズ』（ディーン・R・クーンツ、文藝春秋、文春文庫） 1991
- 『誰も批評家を愛せない』（ジェーン・デンティンガー、東京創元社、創元推理文庫） 1992
- 『カッティング・エッジ』（ピーター・ストラウブ他、デニス・エチスン編、新潮社、新潮文庫） 1993
- 『完璧な殺人』（ジャック・ヒット編、ハヤカワ・ミステリ文庫） 1993
- 『別れのシナリオ』（ジェーン・デンティンガー、東京創元社、創元推理文庫） 1995
- 『ノーバディーズ・フール』（リチャード・ルッソ、宮脇裕子共訳、ベネッセコーポレーション） 1995
- 『食物連鎖』（ジェフ・ニコルスン、早川書房） 1995
- 『死の姉妹』（タニス・リーほか、扶桑社） 1996
- 『ひとりで歩く女』（ヘレン・マクロイ、東京創元社、創元推理文庫） 1998
- 『スケッチの音』（C・W・ニコル、エム・ピー・シー） 1999
- 『逃避行』（メアリー・M・モーリス、集英社、集英社文庫） 1999
- 『海賊オッカムの至宝』（ダグラス・プレストン, リンカーン・チャイルド、講談社） 2000
- 『文豪ディケンズと倒錯の館』（ウィリアム・J・パーマー、新潮社、新潮文庫） 2001
- 『顔のない男 — ピーター卿の事件簿2』（ドロシー・L・セイヤーズ、東京創元社、創元推理文庫） 2001
- 『ソルトマーシュの殺人』（グラディス・ミッチェル、国書刊行会） 2002
- 『英国紳士、エデンへ行く』（マシュー・ニール、早川書房） 2007
- 『道化の町』（ジェイムズ・パウエル、森英俊編、白須清美共訳、河出書房新社） 2008
- 『ジーン・ウルフの記念日の本』（ジーン・ウルフ、酒井昭伸, 柳下毅一郎共訳、国書刊行会 未来の文学） 2015
- 『街角の書店 : 18の奇妙な物語』（F・ブラウン、S・ジャクスン他著、中村融編、共訳、東京創元社、創元推理文庫） 2015
- 『歌おう、感電するほどの喜びを!』（レイ・ブラッドベリ、伊藤典夫他共訳、早川書房、ハヤカワ文庫SF） 2015
- 『逆行の夏 : ジョン・ヴァーリイ傑作選』（ジョン・ヴァーリイ、浅倉久志他共訳、早川書房、ハヤカワ文庫SF） 2015
- 『ベスト・ストーリーズ = THE BEST STORIES 2』（若島正編、共訳、早川書房） 2016
- 『ベスト・ストーリーズ = THE BEST STORIES 3』（若島正編、共訳、早川書房） 2016
- 『奇想天外〈21世紀版〉アンソロジー = Kisou-Tengai Anthology:C21st Edition : SF MYSTERY FANTASY HORROR NONFICTION』（山口雅也編著、共訳、南雲堂） 2017
- 『犯罪学大図鑑』（DK社編、遠藤裕子, 大野晶子共訳、三省堂） 2019
- 『危険なヴィジョン : 完全版 3』（ハーラン・エリスン編、浅倉久志他共訳、早川書房、ハヤカワ文庫SF)  2019
- 『指差す標識の事例』上・下（イーアン・ペアーズ、池央耿, 東江一紀, 日暮雅通共訳、東京創元社、創元推理文庫)  2020
- 『闇のシャイニング : リリヤの恐怖図書館』（スティーヴン・キング他著、ハンス=オーケ・リリヤ編、 友成純一, 白石朗, 金子浩, 夏来健次, 金原瑞人共訳、扶桑社、扶桑社ミステリー） 2020

### コリン・ウィルコックス
- 『依頼人は三度襲われる』（コリン・ウィルコックス, ビル・プロンジーニ、文藝春秋、文春文庫） 1979
- 『容疑者は雨に消える』（コリン・ウィルコックス、文藝春秋、文春文庫） 1980
- 『女友達は影に怯える』（コリン・ウィルコックス、文藝春秋、文春文庫） 1980
- 『ロンリーハンター ヘイスティングス第1の事件』（コリン・ウィルコックス、文藝春秋、文春文庫） 1982
- 『殺し屋は東から来る』（コリン・ウィルコックス、文藝春秋、文春文庫） 1981
- 『署長は最後に狙われる』（コリン・ウィルコックス、文藝春秋、文春文庫） 1981
- 『父親は銃を抱いて眠る』（コリン・ウィルコックス、文藝春秋、文春文庫） 1981
- 『子供たちは森に隠れる』（コリン・ウィルコックス、文藝春秋、文春文庫） 1982
- 『暗殺者は四時に訪れる』（コリン・ウィルコックス、文藝春秋、文春文庫） 1983
- 『ロックシンガーは闇に沈む』（コリン・ウィルコックス、文藝春秋、文春文庫 ）1984
- 『脅迫者は過去に潜む』（コリン・ウィルコックス、文藝春秋、文春文庫） 1987

### 「ベーカー街少年探偵団」シリーズ
- 『盗まれた名画をさがせ』（テランス・ディックス、TBSブリタニカ、ベーカー街少年探偵団） 1981
- 『小さなどろぼう軍団』（テランス・ディックス、TBSブリタニカ、ベーカー街少年探偵団） 1981
- 『銀行強盗の黒幕を追え』（テランス・ディックス、TBSブリタニカ、ベーカー街少年探偵団） 1981
- 『ぼくらの映画館を救え』（テランス・ディックス、TBSブリタニカ、ベーカー街少年探偵団） 1982

### ウィリアム・ディール
- 『シャーキーズ・マシーン』（ウィリアム・ディール、角川書店） 1982
- 『カメレオン』（ウィリアム・ディール、角川書店） 1984
- 『フーリガン』（ウィリアム・ディール、角川書店） 1987

### クライヴ・バーカー
- 『ミッドナイト・ミートトレイン』（クライヴ・バーカー、集英社、集英社文庫、血の本1） 1987
- 『セルロイドの息子』（クライヴ・バーカー、集英社、集英社文庫、血の本3） 1987
- 『マドンナ』（クライヴ・バーカー、集英社、集英社文庫、血の本5） 1987
- 『魔道士』（クライヴ・バーカー、集英社） 1988
- 『死都伝説』（クライヴ・バーカー、集英社、集英社文庫） 1989
- 『ヘルハウンド・ハート』（クライヴ・バーカー、集英社、集英社文庫） 1989

### パトリック・マグラア
- 『血のささやき、水のつぶやき』（パトリック・マグラア、河出書房新社） 1989
- 『グロテスク』（パトリック・マグラア、河出書房新社） 1992
- 『愛という名の病』（パトリック・マグラア、河出書房新社） 2003
- 『失われた探険家』（パトリック・マグラア、河出書房新社） 2007

### イアン・マキューアン
- 『イノセント』（イアン・マキューアン、早川書房） 1993、のち文庫
- 『異邦人たちの慰め』（イアン・マキューアン、早川書房） 1994
- 『最初の恋、最後の儀式』（イアン・マキューアン、早川書房） 1999
- 『黒い犬』（イアン・マキューアン、早川書房） 2000
- 『セメント・ガーデン』（イアン・マキューアン、早川書房） 2000

### ジョン・ダニング
- 『死の蔵書』（ジョン・ダニング、早川書房、ハヤカワ文庫） 1996
- 『幻の特装本』（ジョン・ダニング、早川書房、ハヤカワ文庫） 1997
- 『失われし書庫』（ジョン・ダニング、早川書房、ハヤカワ文庫） 2004

### パトリシア・ハイスミス
- 『女嫌いのための小品集』（パトリシア・ハイスミス、河出書房新社、河出文庫） 1993
- 『回転する世界の静止点 - 初期短篇集 1938 - 1949』（パトリシア・ハイスミス、河出書房新社） 2005
- 『目には見えない何か - 中後期短篇集 1952 - 1982』（パトリシア・ハイスミス、河出書房新社） 2005

### カート・ヴォネガット
- 『カート・ヴォネガット全短篇1』（カート・ヴォネガット、大森望監修、共訳、早川書房） 2018
- 『カート・ヴォネガット全短篇2』（カート・ヴォネガット、大森望監修、共訳、早川書房） 2018
- 『カート・ヴォネガット全短篇3』（カート・ヴォネガット、大森望監修、共訳、早川書房） 2018
- 『カート・ヴォネガット全短篇4』（カート・ヴォネガット、大森望監修、浅倉久志共訳、早川書房） 2019

## 外部サイト
- TWICE TOLD TALES
- 翻訳家が選ぶ洋書この１冊
- 出版翻訳データベース インタビュー 宮脇孝雄さんの巻
- 座談会 ぼくらは30年間こんな風に小説を読んできた（柴田元幸/宮脇孝雄/若島正）